# Martín Arrau
Carlos Martín Arrau García-Huidobro (Santiago de Chile, 6 de marzo de 1979), es un ingeniero civil industrial, agricultor y político chileno, que se desempeñó como intendente de la región de Ñuble entre marzo de 2018 y noviembre de 2020, siendo el primero en ejercer el cargo, tras la creación de la Región de Ñuble, bajo el segundo gobierno del presidente Sebastián Piñera. Desde julio de 2021, ejerce como miembro de la Convención Constitucional en representación del distrito n.º 19.Desde el año 2023 es Vicepresidente Adjunto del Partido Republicano de Chile.

## Familia y estudios
Es hijo de Carlos Agustín Arrau Unzueta, (parte de la familia de Lorenzo Arrau y del pianista Claudio Arrau) y de Alicia García Huidobro Saavedra (parte de la familia de Aníbal Pinto, Cornelio Saavedra, Juan de Dios Rivera (ministro de Guerra y Marina, intendente de Concepción), Mateo de Toro-Zambrano), ambos padres ya fallecidos. Residió en su infancia en el Fundo Quimpo, en la localidad de Cato, parte de la antigua Hacienda de Cato, antiguas tierras de don Lorenzo Arrau, hoy parte de la comuna de Chillán. Realizó sus estudios medios en el Colegio San Ignacio El Bosque de Providencia, y luego estudió ingeniería civil industrial, egresando con distinción máxima de la Pontificia Universidad Católica de Chile (PUC).
Se encuentra casado con Luz María Izquierdo Irarrázaval.

## Carrera pública
Se desempeñó como analista de finanzas y operaciones de la Compañía Electro Metalúrgica (Elecmetal S.A.), gerente de Administración y Finanzas de empresas Curimapu Seed Growers, compañía dedicada a la multiplicación de material genético vegetal.
Entre los años 2010 y 2012 se desempeñó como coordinador de asesores del Ministerio de Agricultura, encargándose del seguimiento de la reconstrucción de infraestructuras posterior al Terremoto de Chile de 2010. Para 2017 fue consejero y miembro del directorio de la Sociedad Nacional de Agricultura.
Se desempeñó como presidente de la Junta de Vigilancia del Río Ñuble. Entre 2015 y 2017 lideró la campaña “Por una buena reforma de aguas”, en conjunto con Comunidades de Aguas, Asociaciones Gremiales y juntas de Vigilancias de Ríos, con la finalidad de promover una buena reforma al Código de Aguas. Entre otras actividades, es poseedor de derechos de agua a nombre de una empresa en la que tiene participación en Ñiquén y Coihueco, a través de la empresa Picton Explotación Agrícola Ltda.
El 26 de febrero de 2017 fue nombrado como delegado presidencial para la instalación de la Región de Ñuble, y el 5 de septiembre de ese mismo año, fue confirmado por el presidente Sebastián Piñera para asumir como el primer intendente de la Región de Ñuble. Durante su gestión, se destacó la instalación de la nueva región, una eficiente coordinación en respuesta a la emergencia sanitaria y el aumento de presupuesto destinado a obras de infraestructura en la región, pese a los avances presentados, fue cuestionado por posible falta de liderazgo ante los atrasos por la construcción del Embalse Punilla, sin embargo, en su anterior calidad de presidente de la Junta de Vigilancia del Río Ñuble, no podía defender el proyecto ante un posible conflicto de interés. Renunció a su cargo el 20 de noviembre de 2020 para asumir el desafío de representar a Ñuble en el proceso constitucional.
En las elecciones de convencionales constituyentes del 15 y 16 de mayo de 2021 se presentó como candidato por el distrito n.º 19, Región de Ñuble, como parte del pacto «Vamos por Chile», resultando electo con la finalidad riñera mayoría regional al obtener 22.149 votos correspondientes a un 14,1% del total de sufragios válidamente emitidos. En el proceso de discusión de los Reglamentos de la Convención participó en la Comisión de Presupuestos y Administración Interior. Posteriormente, se incorporó a la Comisión Temática sobre Principios Constitucionales, Democracia, Nacionalidad y Ciudadanía. En su función, fue sancionado por el Comité de Ética de la Convención por difundir información falsa a través de sus redes sociales.

## Historial electoral

### Elecciones de convencionales constituyentes de 2021
- Elecciones de convencionales constituyentes de 2021, para convencional constituyente por el distrito 19, compuesto por las comunas de Bulnes, Cobquecura, Coelemu, Ñiquén, Portezuelo, Quillón, Quirihue, Ninhue, Ránquil, San Carlos, San Fabián, San Nicolás, Treguaco, Chillán, Chillán Viejo, Coihueco, El Carmen, Pemuco, Pinto, San Ignacio y Yungay.[12]

| Candidato                      | Pacto                          | Partido | Votos  | %     | Resultados   |
| ------------------------------ | ------------------------------ | ------- | ------ | ----- | ------------ |
| Martín Arrau García-Huidobro   | Vamos por Chile                | UDI     | 22.149 | 14,14 | Convencional |
| César Uribe Araya              | Fuerza Social del Ñuble        | ILXJ    | 16.039 | 10,24 | Convencional |
| Felipe Harboe Bascuñán         | Lista del Apruebo              | PPD     | 11.056 | 7,06  | Convencional |
| Cristóbal Uribe Figueroa       | Independiente (Fuera de Pacto) | Ind.    | 11.046 | 7,05  |              |
| María Consuelo Villaseñor Soto | Fuerza Social del Ñuble        | ILXJ    | 8.861  | 5,66  |              |
| Rocío Hizmeri Fernández        | Apruebo Dignidad               | PCCh    | 7.314  | 4,67  |              |
| Carolina Sepúlveda Sepúlveda   | Independientes de Ñuble        | ILYF    | 6.993  | 4,46  | Convencional |
| Margarita Letelier Cortés      | Vamos por Chile                | UDI     | 6.104  | 3,90  | Convencional |
| Sara Concha Smith              | Independientes Cristianos      | PCC     | 2.237  | 1,43  |              |